# Predeál
Predeál (románul: Predeal, németül: Schanzpass) város Romániában, Brassó megyében. Brassótól 25 km-re délre helyezkedik el a Tömösi-szorosban. Románia legmagasabban fekvő városa 1100 m-es tengerszint feletti magasságával. Ismert gyógyhely és síközpont, számos síverseny színhelye. A fenyőerdőkkel borított, 1500 métert meghaladó hegyek szomszédsága a városnak havasalji klímát biztosít.

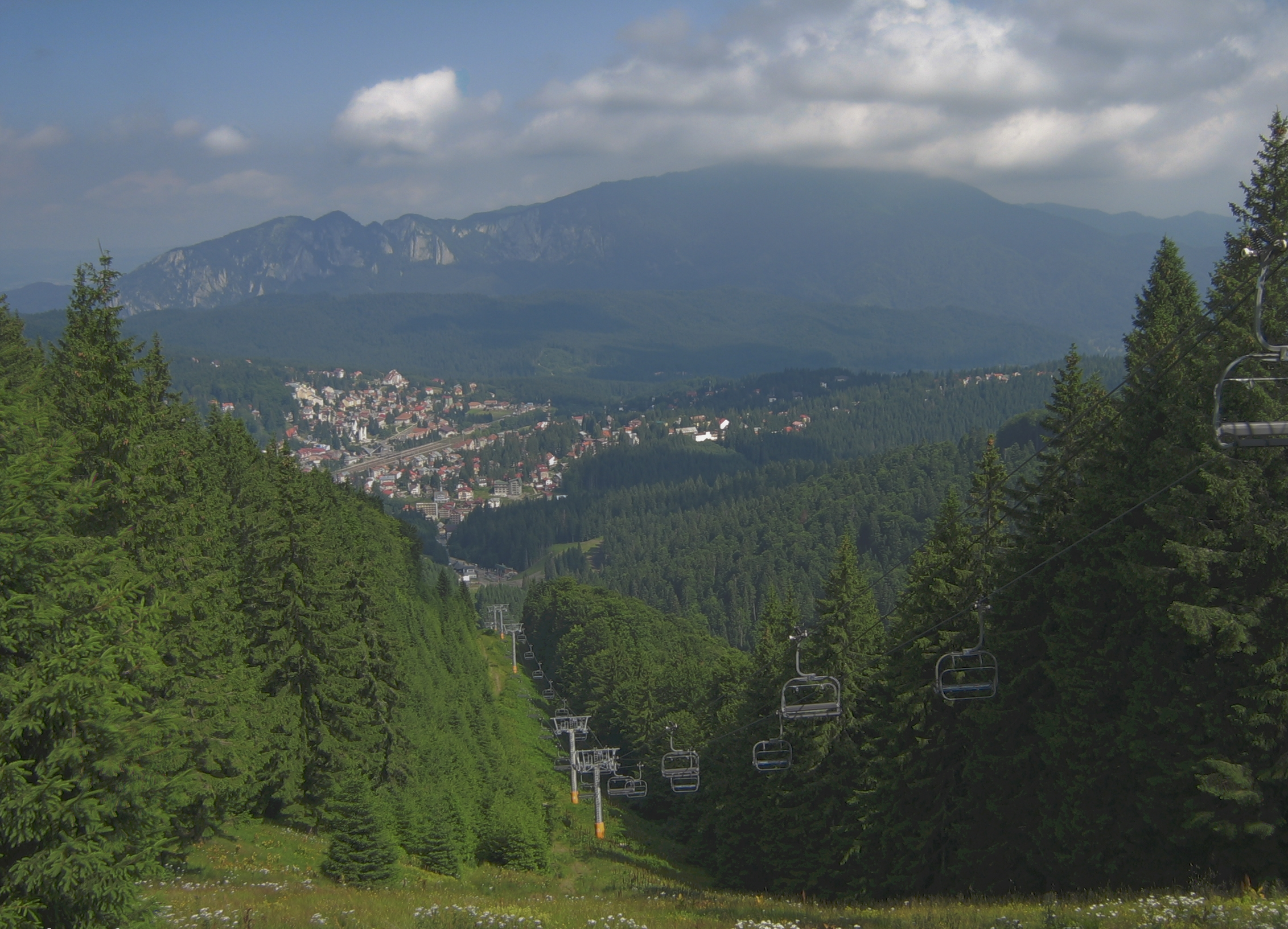
Predeál dél felől, háttérben a Keresztényhavas

A város neve a román predlea (=határ) szóból származik, nem pedig a „pre-deal”-ból (=domb elő). Régebben ugyanis itt volt a határ az Osztrák–Magyar Monarchia és a Román Királyság között, miután I. Károly román király ezt és egy pár délebbre eső vidéket elcserélt a Monarchiával. Ide tartozik Bușteni és Azuga is. E vidék vált aztán Havasalföld legfontosabb hegyi üdülőközpontjává, magába foglalva Sinaiát is, ahová a király gyönyörű nyári szállását, a Peleș-kastélyt építette.

## Neves lakói
Itt töltötte életének utolsó húsz évét Vilmos albán fejedelem.